# ニオブ酸カリウム
ニオブ酸カリウム（ニオブさんカリウム、KNbO3、KN）はニオブとカリウムの複合酸化物である。結晶構造はペロブスカイト構造であり、-10℃以下では菱面体晶、常温では斜方晶、225℃から435℃までは正方晶、そしてキュリー温度である435℃以上では立方晶である。CAS登録番号は12030-85-2。
強誘電体であり、大きな圧電性を示すことから、ビスマス層状構造強誘電体やチタン酸ビスマスナトリウム(BNT)などと共にチタン酸ジルコン酸鉛(PZT)を代替する非鉛圧電セラミックスの有力候補として研究開発が進められている。ただし、
- セラミックスとして焼結しにくい。
- 未反応の酸化カリウムが残留すると、その潮解性のために耐湿性が悪化する。
- レアメタルであるニオブを主成分とするため、コストが高い。

といった問題点がある。